# Hummels & Heroin
«Hummels & Heroin» es el quinto episodio de la vigesimoprimera temporada de la serie de televisión animada estadounidense South Park. El episodio 282 de la serie se estrenó en Comedy Central en los Estados Unidos el 18 de octubre de 2017.
Este episodio parodia la epidemia de opioides y al mismo tiempo compara la vida en una comunidad de jubilados con la de una prisión. Recibió opiniones mixtas a positivas de los críticos.

## Argumento
Un niño llamado Marcus Preston tiene una fiesta de cumpleaños en la que un personaje disfrazado de Chuck E. Cheese vomita y muere por una sobredosis de analgésicos, ya que la policía no puede localizar la fuente de las drogas. Stan Marsh va a una casa de retiro para visitar a su «abuelo» Marvin y le trae como regalo una figura de Hummel. El abuelo le dice a Stan que debe entregarle una almohada hecha por otra residente, la Sra. McGillicudy, quien se ha convertido en la «perra mayor» de la casa. Más tarde, Stan lo cambia por un Hummel de edición limitada con otro personaje disfrazado de Swiper the Fox. En la escuela, Marcus organiza una asamblea de luto por las recientes muertes de varios personajes disfrazados debido a sobredosis de analgésicos, incluido el ahora fallecido Swiper. Stan se da cuenta de que, sin saberlo, ha sido una mula de drogas, mientras los chicos intentan convencer a Stan de que entregue a su abuelo. En la casa de retiro, el abuelo le explica a Stan que la colección de Hummels de McGillicudy la ha puesto en el poder, ya que amenaza vagamente tanto a Stan como al abuelo si no cooperan con ella. Marcus visita la oficina del forense para la autopsia de Chuck E. Cheese, donde el forense revela que el artista, junto con todos los demás personajes disfrazados recientemente fallecidos, tenían Hummels escondidos en su cavidad anal.
Marcus confronta a Stan por su reciente aumento en sus compras de Hummels y amenaza con exponer a Stan si está involucrado. Stan les ruega ayuda a los niños, ya que planea robar la colección de Hummels de McGillicudy y entregársela al abuelo, convirtiéndolo así en el responsable, por lo que Eric Cartman idea un plan. Marcus se apresura a ir a otra fiesta de cumpleaños donde un artista vestido como el personaje de Peppa Pig le revela la conexión entre los Hummels y los ancianos antes de que Peppa muera. En la residencia de ancianos, los chicos se disfrazan y cantan como un cuarteto de barberos mientras Stan encuentra la habitación de McGillicudy y mete a los Hummels en un saco grande. Allí, Marcus lo confronta, pero Stan lo convence de ir tras las personas realmente responsables de la muerte de Chuck E. Cheese. Stan le lleva el saco de Hummels al abuelo, pero McGillicudy lo confronta. El abuelo usa el saco de Hummels para derrotar a McGillicudy y sus compañeros para convertirse en la nueva «perra mayor» del asilo de ancianos y enviar a McGillicudy a un confinamiento «solitario», mientras Marcus visita una convención de médicos farmacéuticos para hacerles algunas preguntas.